# Grande Prêmio da Itália de 1979
Resultados do Grande Prêmio da Itália de Fórmula 1 realizado em Monza em 9 de setembro de 1979. Décima terceira e antepenúltima etapa da temporada, foi um dia perfeito para a Ferrari na categoria, afinal a equipe italiana conquistou uma dobradinha com Jody Scheckter  e Gilles Villeneuve que assegurou o mundial de pilotos para o sul-africano e o sexto título de construtores para o time de Maranello.

## Resumo
● Última vitória na carreira de Jody Scheckter e também a de um piloto sul-africano até os dias atuais e único título de um piloto sul-africano na categoria.
● Esse foi o último título da Ferrari até Michael Schumacher conseguir o feito na temporada de Fórmula 1 em 2000.

## Classificação da prova
| Pos. | Nº | Piloto                | Construtor         | Voltas | Tempo/Diferença | Grid | Pontos |
| ---- | -- | --------------------- | ------------------ | ------ | --------------- | ---- | ------ |
| 1    | 11 | Jody Scheckter        | Ferrari            | 50     | 1:22:00.22      | 3    | 9      |
| 2    | 12 | Gilles Villeneuve     | Ferrari            | 50     | + 0.46          | 5    | 6      |
| 3    | 28 | Clay Regazzoni        | Williams-Ford      | 50     | + 4.78          | 6    | 4      |
| 4    | 5  | Niki Lauda            | Brabham-Alfa Romeo | 50     | + 54.40         | 9    | 3      |
| 5    | 1  | Mario Andretti        | Lotus-Ford         | 50     | + 59.70         | 10   | 2      |
| 6    | 4  | Jean-Pierre Jarier    | Tyrrell-Ford       | 50     | + 1:01.55       | 16   | 1      |
| 7    | 2  | Carlos Reutemann      | Lotus-Ford         | 50     | + 1:24.14       | 13   |        |
| 8    | 14 | Emerson Fittipaldi    | Fittipaldi-Ford    | 49     | + 1 volta       | 20   |        |
| 9    | 27 | Alan Jones            | Williams-Ford      | 49     | + 1 volta       | 4    |        |
| 10   | 3  | Didier Pironi         | Tyrrell-Ford       | 49     | + 1 volta       | 12   |        |
| 11   | 9  | Hans-Joachim Stuck    | ATS-Ford           | 49     | + 1 volta       | 15   |        |
| 12   | 36 | Vittorio Brambilla    | Alfa Romeo         | 49     | + 1 volta       | 22   |        |
| 13   | 29 | Riccardo Patrese      | Arrows-Ford        | 47     | + 3 voltas      | 17   |        |
| 14   | 15 | Jean-Pierre Jabouille | Renault            | 45     | Motor           | 1    |        |
| Ret  | 26 | Jacques Laffite       | Ligier-Ford        | 41     | Motor           | 7    |        |
| Ret  | 20 | Keke Rosberg          | Wolf-Ford          | 41     | Motor           | 23   |        |
| Ret  | 25 | Jacky Ickx            | Ligier-Ford        | 40     | Motor           | 11   |        |
| Ret  | 18 | Elio de Angelis       | Shadow-Ford        | 33     | Embreagem       | 24   |        |
| Ret  | 35 | Bruno Giacomelli      | Alfa Romeo         | 28     | Rodou           | 18   |        |
| Ret  | 16 | René Arnoux           | Renault            | 13     | Motor           | 2    |        |
| Ret  | 7  | John Watson           | McLaren-Ford       | 13     | Acidente        | 19   |        |
| Ret  | 8  | Patrick Tambay        | McLaren-Ford       | 3      | Motor           | 14   |        |
| Ret  | 30 | Jochen Mass           | Arrows-Ford        | 3      | Suspensão       | 21   |        |
| Ret  | 6  | Nelson Piquet         | Brabham-Alfa Romeo | 1      | Acidente        | 8    |        |
| DNQ  | 17 | Jan Lammers           | Shadow-Ford        |        |                 |      |        |
| DNQ  | 22 | Marc Surer            | Ensign-Ford        |        |                 |      |        |
| DNQ  | 24 | Arturo Merzario       | Merzario-Ford      |        |                 |      |        |
| DNQ  | 31 | Hector Rebaque        | Rebaque-Ford       |        |                 |      |        |

## Tabela do campeonato após a corrida
| Pos. | Piloto            | Pontos |
| ---- | ----------------- | ------ |
| 1    | Jody Scheckter    | 51     |
| 2    | Gilles Villeneuve | 38     |
| 3    | Jacques Laffite   | 36     |
| 4    | Alan Jones        | 34     |
| 5    | Clay Regazzoni    | 27     |

| Pos. | Construtor    | Pontos |
| ---- | ------------- | ------ |
| 1    | Ferrari       | 95     |
| 2    | Williams-Ford | 62     |
| 3    | Ligier-Ford   | 61     |
| 4    | Lotus-Ford    | 39     |
| 5    | Tyrrell-Ford  | 22     |

- Nota: Somente as primeiras cinco posições estão listadas. As quinze etapas de 1979 foram divididas em um bloco de sete e outro de oito corridas onde cada piloto podia computar quatro resultados válidos em cada, não havendo descartes no mundial de construtores. No presente caso, os campeões da temporada surgem grafados em negrito.